# Mixolydický modus
Mixolydický modus je pojem z oblasti hudební nauky, který se používá pro posloupnost tónů diatonické durové stupnice zahrané od jejího pátého stupně.

## Vlastnosti mixolydického modu
Mixolydický modus vznikne z durové stupnice jejím zahráním od pátého stupně, například v případě C dur je základním tónem mixolydického modu G a znění mixolydického modu: g-a-h-c-d-e-f. Typickým nástrojem, pro který je většina písní v mixolydickém modu, je fujara nebo dudy.
Jedná se o durový modus (s velkou tercií), který je charakteristický „měkkou“ malou septimou, kterou se liší od běžné durové stupnice.
Nejbližším tvrdším modem je jónský modus, který se od mixolydického liší velkou septimou. Nejbližším měkčím modem je dórský modus, který se od mixolydického liší malou tercií.

### Intervalové složení
| Stupeň   | interval      | příklad (C dur) |
| -------- | ------------- | --------------- |
| I        | prima         | g               |
| II       | velká sekunda | a               |
| III      | velká tercie  | h               |
| IV       | čistá kvarta  | c               |
| V        | čistá kvinta  | d               |
| VI       | velká sexta   | e               |
| VII      | malá septima  | f               |
| VIII = I | oktáva        | g               |

## Složení v jednotlivých tóninách
Následující tabulka obsahuje složení mixolydického modu pro jednotlivé tóniny.
| Stupnice | předznamenání | základní tón | složení                     |
| -------- | ------------- | ------------ | --------------------------- |
| Cis dur  | 7♯            | gis          | gis ais his cis dis eis fis |
| Fis dur  | 6♯            | cis          | cis dis eis fis gis ais h   |
| H dur    | 5♯            | fis          | fis gis ais h cis dis e     |
| E dur    | 4♯            | h            | h cis dis e fis gis a       |
| A dur    | 3♯            | e            | e fis gis a h cis d         |
| D dur    | 2♯            | a            | a h cis d e fis g           |
| G dur    | 1♯            | d            | d e fis g a h c             |
| C dur    | –             | g            | g a h c d e f               |
| F dur    | 1♭            | c            | c d e f g a b               |
| B dur    | 2♭            | f            | f g a b c d es              |
| Es dur   | 3♭            | b            | b c d es f g as             |
| As dur   | 4♭            | es           | es f g as b c des           |
| Des dur  | 5♭            | as           | as b c des es f ges         |
| Ges dur  | 6♭            | des          | des es f ges as b ces       |
| Ces dur  | 7♭            | ges          | ges as b ces des es fes     |

## Charakteristické akordy
Pro mixolydický modus je charakteristický durový kvintakord, ze septakordů pak dominantní septakord. Od diatonické durové tóniny se nejnápadněji odlišuje mollovým akordem na dominantě.
Kompletní tónový materiál modu je vyjádřen sedmizvukem (tercdecimovým akordem) {\displaystyle X^{13}\,\!} (X je základní tón mixolydického modu).
Následující tabulka obsahuje charakteristické akordy mixolydického modu v tónině C dur.
| Typ akordu         | značka (C dur)             |
| ------------------ | -------------------------- |
| Kvintakord         | {\displaystyle G\,\!}      |
| Septakord          | {\displaystyle G^{7}\,\!}  |
| Nonový akord       | {\displaystyle G^{9}\,\!}  |
| Undecimový akord   | {\displaystyle G^{11}\,\!} |
| Tercdecimový akord | {\displaystyle G^{13}\,\!} |

Použitelné jsou i další akordy, které vzniknou vynecháním některých intervalů v {\displaystyle G^{13}\,\!}, například:
- {\displaystyle G^{6},G^{7/6},G^{7add11}\,\!}